# Switzerland's Next Supermodel
Switzerland's Next Supermodel è un programma svizzero, basato sul format statunitense America's Next Top Model in onda sul canale 3+. Fu trasmesso la prima volta nel dicembre 2007.

## Edizioni
| Edizione | Première          |                | Vincitrice      | Seconda classificata |    | Altre concorrenti                   | Numero di concorrenti |  | Destinazione internazionale |
| 1        | 16 novembre 2007  | Nathalie Güdel | Gorana Marković | Mirjana Reljić, Milica Đorđević, Alexandra, Noemi Rubera, Anastasija Černičenko, Sabine Staubli, Erika Weibel, Ivana Vujčić, Aleksandra Petrović, Tanya Krummenacher, Arina Mirokina, Eliane Heutschi        | 14 | Bangkok Parigi New York City        |                       |  |                             |
| 2        | 30 settembre 2008 | Bianca Bauer   | Radha Binder    | Lauren, Imogen Macpherson, Anja Reolon, Sara Keller, Angela Melo Ramirez, Henriette, Andrea Bolzli, Janine Rohner, Stefanie Thommen, Maja Hatibović, Tiffany Kappeler, Andrea Franz-Johnson, Jesica Martinez | 15 | Milano Londra Maldives Parigi Tokyo |                       |  |                             |